# Và cuộc đấu tranh lại tiếp tục
"Và cuộc đấu tranh lại tiếp tục" (còn được gọi là "Lênin như trẻ lại ") là một bài hát cách mạng Liên Xô được sáng tác vào năm 1974 bởi nhà soạn nhạc Liên Xô Aleksandra Pakhmutova, lời của Nikolai Dobronravov. Tác phẩm được sáng tác để tôn vinh Cách mạng Tháng Mười và Vladimir Lenin.

## Lời bài
| Tiếng Nga | Phiên âm Latin | Lời dịch tiếng Việt |
| --- | --- | --- |
| Неба утреннего стяг В жизни важен первый шаг. Слышишь: реют над страною Ветры яростных атак! Припев: И вновь продолжается бой, И сердцу тревожно в груди. И Ленин - такой молодой, И юный Октябрь впереди! Весть летит во все концы: Вы поверьте нам, отцы, - Будут новые победы, Встанут новые бойцы! Припев С неба милостей не жди! Жизнь для правды не щади. Нам, ребята, в этой жизни Только с правдой по пути! Припев В мире - зной и снегопад Мир и беден и богат С нами юность всей планеты - Наш всемирный стройотряд! Припев | Neba utrennego stiag V zhizni vazhen pervyj shag. Slyshish: reiut nad stranoiu Vetry iarostnykh atak! Pripev: I vnov prodolzhaetsia boj, I serdtsu trevozhno v grudi. I Lenin - takoj molodoj, I iunyj Oktiabr vperedi! Vest letit vo vse kontsy: Vy poverte nam, ottsy, - Budut novye pobedy, Vstanut novye bojtsy! Pripev S neba milostej ne zhdi! Zhizn dlia pravdy ne shchadi. Nam, rebiata, v ehtoj zhizni Tolko s pravdoj po puti! Pripev V mire - znoj i snegopad Mir i beden i bogat S nami iunost vsej planety - Nash vsemirnyj strojotriad! Pripev | Lá quốc kỳ tung bay lúc sớm mai… Trong đời quan trọng là bước đi đầu tiên, Tiếng thét gào của những trận tiến công ác liệt Đang lượn bay khắp tổ quốc thân yêu! Cuộc đấu tranh lại đang tiếp diễn. Trong lồng ngực trái tim giục liên hồi… Kìa Lênin người đang còn rất trẻ, Cùng Tháng Mười phía trước hãy tiến lên! Tin bay nhanh về khắp muôn phương: Hỡi cha yêu hãy tin tưởng những đứa con, Để có nhiều chiến thắng vang giòn, Xuất hiện nhiều chiến binh dũng cảm! Đừng chờ đợi lòng nhân từ của Thượng Đế! Đời mình vì chân lý chớ tiếc thương. Nào các bạn cùng trong cuộc đời này Chỉ có chân lý soi đường chúng ta đi tới! Trên thế giới - nắng oi và bão tuyết. Thế giới, giàu có và nghèo nàn… Hỡi tuổi trẻ ở trên khắp thế gian- Cùng chúng tôi đứng vào hàng ngũ! |